# 卡耶斯山
9°26′21″S 77°18′00″W / 9.43917°S 77.30000°W
卡耶斯山（西班牙語：Cayesh），是秘魯的山峰，位於該國北部安卡什大區，由瓦拉斯省和瓦里省負責管轄，屬於布蘭卡山脈的一部分，海拔高度5,721米。